# Volpiano
Volpiano és un comune (municipi) de la ciutat metropolitana de Torí, a la regió italiana del Piemont, situat a uns 15 quilòmetres al nord-est de Torí. A 1 de gener de 2019 la seva població era de 15.450 habitants.
Volpiano limita amb els següents municipis: Brandizzo, Chivasso, Leinì, Lombardore, San Benigno Canavese i Settimo Torinese.